# Skourólakkos
Skourólakkos (grec moderne : Σκουρόλακκος) est une localité située dans le dème de Kalamáta, dans le district régional de Messénie, dans la périphérie du Péloponnèse, en Grèce.
Selon le recensement de 2021, elle compte 0 habitants.